# 鄒應元
鄒應元（1723年—？），字清源，號鶴山，又號兩松，江蘇金匱（今屬無錫市）人，清朝政治人物。

## 生平
鄒應元為乾隆十六年（1751年）進士，授武寧縣知縣，累遷至杭州知府。乾隆三十二年（1767年）四月，調知臺灣府。任內台灣發生黃教之亂，鄒應元請兵圍剿。乾隆三十七年（1772年）四月離職。